# Вторинні потреби
Втори́нні потре́би — потреби, вироблені в ході розвитку і отримання життєвого досвіду. Вторинні потреби мають психосоціальну природу і залежать від психологічної розвиненості особи, умов життя, соціальних норм, прийнятих в суспільстві, колективі або групі. 
Вторинними потребами є: 
- а) потреба в приналежності до тієї або іншої соціальної групи;
- б) потреба в пошані;
- у) потреба в самовираженні.